# Hala Nowa
Hala Nowa, Cioski Łopuszańskie lub Cioski – polana w Gorcach. Znajduje się na południowych, opadających do Przełęczy Knurowskiej zboczach Kiczory, poniżej polany Hala Młyńska, od której oddzielona jest wąskim tylko pasmem drzew. Jest jedną z ciągu polan na grzbiecie Kiczory. Jest jedną z kilku polan tworzących ciąg na południowym grzbiecie Kiczory. Z góry na dół są to: Hala Młyńska, Cioski Ochotnickie, Hala Nowa (Cioski Łopuszańskie), Zielenica i Rąbaniska. Nazewnictwo tych polan jest bardzo mylne i niejednoznaczne; różne przewodniki i mapy podają różne nazwy dla tych polan, niektóre z polan są pomijane, na mapach zaś ich granice są błędnie zaznaczone.
Nazwę Cioski podaje już Stanisław Staszic w 1805 roku w rękopisie, wymienia ją także Seweryn Goszczyński, który na niej bywał.
Hala Nowa znajduje się na wysokości około 1225–1235 m n.p.m. i posiada wieloplanowe widoki na Pasmo Lubania, dolinę Ochotnicy, Pieniny, Magurę Spiską i Beskid Sądecki. Na polanie występują gatunki wysokogórskie, takie jak kuklik górski, prosienicznik jednogłówkowy i urdzik karpacki. Jest także bagno zwyczajne, na niżu Polski gatunek pospolity, ale w Karpatach rzadki.
Polana znajduje się na obszarze Gorczańskiego Parku Narodowego i przebiega przez nią granica między miejscowościami Łopuszna i Ochotnica Górna w powiecie nowotarskim, województwie małopolskim. Dawniej tętniła życiem pasterskim, po zaprzestaniu pasterstwa stopniowo zarasta lasem. Park narodowy chcąc zapobiec jej całkowitemu zarośnięciu przewiduje w swoich zadaniach jej mechaniczne i ręczne koszenie.

## Szlaki turystyki pieszej
Główny Szlak Beskidzki, odcinek: Przełęcz Knurowska – Karolowe – Rąbaniska – Zielenica – Hala Nowa – Hala Młyńska – Kiczora – Trzy Kopce – Polana Gabrowska – Hala Długa – Turbacz. Odległość 8,5 km, suma podejść 610 m, suma zejść 140 m, czas przejścia 3 godz., z powrotem 2 godz. 5 min.